# 菅野宏紀
菅野宏紀（1965年2月27日—），日本男性動畫師、人物設計師。2000年代之後主要活躍於BONES動畫作品的製作。

## 主要參加作品
- 相聚一刻（1986年－1987年，原畫）
- 北斗神拳（1987年，原畫）
- 北斗神拳2（1987年，原畫）
- 極速悍將（日语：F (漫画)）（1988年，原畫）
- 亂馬½（1989年，原畫）
- 亂馬½ 熱鬥篇（1989年，原畫）
- THE八犬傳（1990年，原畫）
- 海底兩萬哩（1990年 - 1991年，原畫）
- 機動戰士鋼彈0083：Stardust Memory（1991年－1992年，作畫監督）
- 宇宙騎士BLADE（1992年，原畫）
- 幽☆遊☆白書（1992年－1994年，作畫監督、原畫）
- 獸兵衛忍風帖（1993年，原畫）
- 劇場版 幽☆遊☆白書：冥界死鬥篇 炎之絆（1994年，人物設定、總作畫監督）
- 機動武鬥傳伝G鋼彈（1994年，作畫監督）
- 幸運超人（1994年－1995年，原畫）
- 夢幻遊戲（1995年，作畫監督）
- NINKU -忍空-（1995年－1996年，原畫）
- 新世紀福音戰士（1995年－1996年，原畫）
- 聖天空戰記（1996年，作畫監督）
- CLAMP學園偵探團（1997年，作畫監督）
- 機動戰士鋼彈第08MS小隊（1997年，原畫）
- 光速聖騎士BULK SLASH（日语：バルクスラッシュ）（1997年，作畫監督）
- 劇場版 機動戰士鋼彈第08MS小隊：米拉的報告書（1998年，原畫）
- 星際牛仔（1998年－1999年，作畫監督、原畫）
- 劇場版 數碼寶貝大冒險02：超惡魔獸的逆襲[錨點失效]（2000年，原畫）
- 機巧奇傳希窩烏戰記（2000年－2001年，OP原畫、作畫監督）
- ANGELIC LAYER 天使領域（2001年，作畫監督、作畫監督補佐）
- 翼神世音（2002年，動畫人物設定、作畫監督、第一原畫）
- WOLF'S RAIN（2003年，作畫監督）
- 翼神世音 多元變奏曲（2003年，動畫人物設定、總作畫監督）
- 鋼之鍊金術師（2003年－2004年，OP原畫、作畫監督）
- KURAU Phantom Memory（日语：KURAU Phantom Memory）（2004年，作畫監督）
- 交響詩篇艾蕾卡7（2005年，作畫監督）
- 劇場版 鋼之鍊金術師：森巴拉的征服者（2005年，作畫監督、原畫）
- 櫻蘭高校男公關部（2006年，作畫監督、原畫）
- 異邦人 無皇刃譚（2007年，原畫）
- SOUL EATER（2008年，作畫監督）
- 鋼之鍊金術師 FULLMETAL ALCHEMIST（2009年，人物設定、作畫監督）
- GOSICK（2011年，作畫監督補佐）
- NO.6（2011年，作畫監督、原畫）
- UN-GO（2011年，作畫監督）
- 絕園的暴風雨（2012年－2013年，總作畫監督、OP&ED2作畫監督）
- 流浪神差（2014年，OP原畫）
- 地球隊長（2014年，作畫監督、原畫
- 棺姬嘉依卡（2014年，作畫監督）
- SHOW BY ROCK!!（2015年，作畫監督、原畫）
- 赤髮白雪姬（2015年，作畫監督）
- 文豪Stray Dogs（2016年，總作畫監督）
- 我的英雄學院（2018年，作畫監督）

## 相關項目
- 日本動畫師列表
- BONES